# Fața vizibilă a Lunii

Mișcarea Lunii în jurul Pământului explică de ce de pe Pământ se vede o singură față

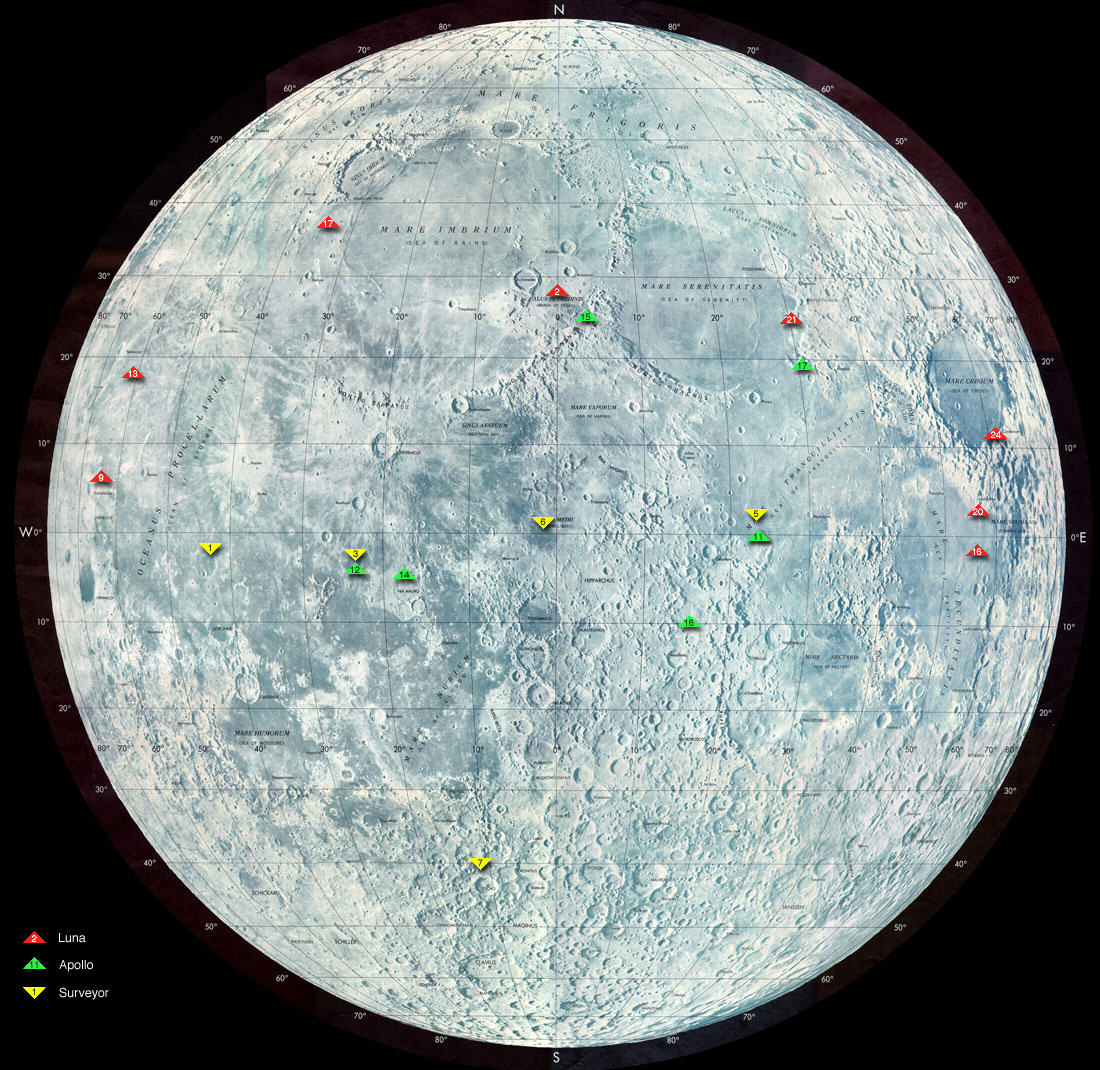
Harta feței vizibile a Lunii

Fața vizibilă a Lunii este emisfera Lunii care este în permanență întoarsă spre Pământ, cealaltă parte fiind numită « fața ascunsă a Lunii ». Într-adevăr, o singură și aceeași parte a Lunii este vizibilă de pe Pământ, deoarece, Luna posedă o perioadă de rotație egală cu perioada sa de revoluție (27,3217 zile), un fenomen numit rotație sincronă sau blocare în rezonanță.
Luna este iluminată direct de razele Soarelui, iar difuziunea acestei lumini potrivit unghiurilor create de variația pozițiilor Soarelui, Pământului și ale Lunii generează fazele lunare. Partea neluminată, câteva zile după faza de Lună Nouă, poate totuși să fie slab observată mulțumită luminii proiectate pe suprafața Lunii de lumina solară difuzată de Pământ.
În sfârșit, librația, fenomen datorat oscilațiilor axei de rotație a Lunii, permite zărirea până la 9% din fața ascunsă a acesteia.

## Nomenclatură
Fața vizibilă a Lunii este acoperită cu zone întunecate. Primii astronomi care au cartografiat aceste zone, în secolul al XVII-lea (îndeosebi Giovanni Riccioli și Francesco Grimaldi) credeau că zonele întunecate erau oceane. Deși, mai târziu, a fost demonstrată absența acestor „oceane” pe Lună, termenul mare este folosit și în prezent.
Prin opoziție, regiunile mai luminoase sunt „terrae” (pământuri), prin care se definesc zonele platourilor înalte.

## Orientarea
Ilustrarea feței vizibile a Lunii propusă mai sus este prezentată cu orientarea de rigoare folosită în cartografie, având polul Nord în sus, iar Vestul la stânga privitorului. Astronomii folosesc, de obicei, hărți  având Sudul în sus, ceea ce corespunde cu ceea ce se observă printr-un telescop, întrucât imaginea formată de oglindă este „cu capul în jos”.
Este de notat faptul că pe hartă Estul și Vestul de pe Lună se află acolo unde un privitor de pe solul lunar s-ar fi așteptat să le afle, dar în situația în care privitorul se află pe Pământ, acesta vede Luna pe cer, iar orientarea Est-Vest este complet inversată. Atunci când se utilizează coordonatele lunare, trebuie, din acest motiv, menționat sistemul folosit: Coordonate geografice (mai precis selenografice) sau coordonate astronomice.
Orientarea Lunii, așa cum este văzută pe cer, sau la orizont, depinde de latitudinea observării pe Pământ. Câteva cazuri particulare pot fi luate în considerație:
- La  Polul Nord, dacă Luna este vizibilă, ea este situată jos, spre orizont, cu Nordul său în sus.
- La latitudinile Nord mijlocii (Europa, America de Nord, Asia), Luna răsare la Est cu partea de Nord-Est (Mare Crisis) în sus, își atinge punctul culminant spre Sud, cu Nordul său în sus, și apune la Vest cu partea de Nord-Vest (Mare Imbrium) în sus.
- La Ecuator, când Luna răsare la Est, axa sa Nord-Sud apare orizontală, iar Mare Fecunditatis în sus. Atunci când ea se află la Vest, la aproape 12 ore și jumătate după aceea, axa este tot orizontală, iar Oceanus Procellarum este ultima formațiune care dispare sub orizont. Între aceste două poziții, Luna culminează la Zenit și orientarea selenografică este aliniată după cea a Pământului.
- La latitudinile Sud mijlocii (Africa de Sud, Pacificul de Sud, Australia, America de Sud) Luna răsare la Est cu partea de Sud-Est (Mare Nectaris) în sus, ea culminează spre Nord cu polul său Sud în sus și apune la Vest, cu partea sa de Sud-Vest (Mare Humorum) în sus.
- La Polul Sud, Luna se comportă ca și la Polul Nord, însă ea apare aici cu polul său Sud în sus.

## Fața ascunsă a Lunii
Fața ascunsă a Lunii este explorată începând de la 10 octombrie 1959, când cosmonava sovietică Luna 3 a fotografiat-o pentru prima oară.